# Тушканиха (приток Алея)
Тушканиха — река в России, протекает в Алтайском крае по территории Локтевского и Змеиногорского районов. Устье реки находится в 676 км по правому берегу реки Алей. Длина реки составляет 14 км.

## Данные водного реестра
По данным государственного водного реестра России относится к Верхнеобскому бассейновому округу, водохозяйственный участок реки — Алей от Гилёвского гидроузла и до устья, речной подбассейн реки — бассейны притоков (Верхней) Оби до впадения Томи. Речной бассейн реки — (Верхняя) Обь до впадения Иртыша.